# Аввакумов, Виктор Валентинович
Виктор Валентинович Аввакумов (род. 21 сентября 1956; Глубоковский район, Восточно-Казахстанская область, Казахская ССР, СССР) — советский и казахский театральный режиссёр

, работник культуры. Заслуженный деятель Казахстана (2005), кандидат педагогических наук (1995).
Директор и художественный руководитель Павлодарский театр драмы имени А. П. Чехова (с 1997 года).

## Биография
Виктор Валентинович Аввакумов родился 21 сентября 1956 года в п. Белоусовка Глубоковского района Восточно-Казахстанской области.
В 1992 году окончил Алтайский государственный институт культуры факультет методики и организации культурно-просветительской работы, режиссуры массовых развлечений и постановок по специальности методист-организатор культурно-просветительной работы, режиссер массовых зрелищных постановок.
Прошел обучение в Российской Национальной академии управления при Президенте Российской Федерации, а в 1995 году защитил кандидатскую диссертацию по проблемам управленческого процесса в объектах социально-культурной сферы.
Виктор Аввакумов автор сценариев, режиссёр-постановщик различных областных, республиканских культурно-массовых мероприятий и др.

## Трудовая деятельность
С 1975 по 1978 годы — артист Краснознаменного Академического ансамбля песни и танца им. А. Александрова.
С 1978 по 1986 годы — директор и худ. руководитель концертного ансамбля песни и танца Министерства Обороны СССР (космодром Байконур).
С 1986 по 1997 годы — директор Павлодарского областного культурного центра профсоюзов.
С 1997 года по настоящее время — директор и художественный руководитель Павлодарский театр драмы имени А. П. Чехова.
Член правления Союза театральных деятелей Республики Казахстан (с 2003 года).

## Награды и звания
- Указом президента РК от 2 декабря 2021 года награждён «Почётная грамота Республики Казахстан» — за заслуги и в связи с 30-летием Независимости Казахстана;[1]
- Орден Курмет (декабрь 2014 года)[2]
- Медаль «За трудовое отличие» (Казахстан) (декабрь 2000 года)
- Медаль Пушкина (12 октября 2020 года, Россия) — за заслуги в укреплении дружбы и сотрудничества между народами, плодотворную деятельность по сближению и взаимообогащению культур наций и народностей[3]
- Заслуженный деятель Казахстана (декабрь 2005 года)[4]
- Медаль «За заслуги перед областью» (2013 года)
- Присвоено звание почётного гражданина Павлодарской области (2013 года)
- Указом Президента Республики Казахстан награждён почётными грамотами, государственными и правительственными медалями и др.